# Jan Vilém Hennevogel
Jan Vilém Hennevogel, německy Johann Wilhelm Hennevogel (také Hennevogl, Hennefogel, * před 1705, Ebenburg (Franky ?), † 1754 Litoměřice) byl český barokní malíř, pracující v dekorativních technikách scaglioly ve štuku, mramorování a štafírování ve štuku i na dřevě.

## Život a dílo
Pracoval v kostelech  v pražské Loretě na Hradčanech (v kostele Narození Páně), v Litoměřicích, Roudnici nad Labem, v klášterním kostele v Oseku, v klášterním kostele v Teplé i jinde. 
Franz Tobsch uvádí, že pocházel z Frank, byl činný v klášterním kostele v Neuzelle v dolní Lužici, a že jej po roce 1740 pruský král Fridrich II. měl jmenovat svým dvorním malířem v Berlíně. V roce 1744 přišel do Litoměřic, kde na objednávku litoměřického magistrátu namaloval v děkanském kostele Všech svatých oltář Panny Marie Svatotomské, kazatelnu se sochami sv. Petra, Pavla, Tomáše a Vavřince na poprsni a menší oltář proti kazatelně. Tamže si v kostele Všech svatých údajně pořídil rodinnou hrobku a bydlel tam až do své smrti v roce 1754. Spolupracoval na stavbách architekta Ottavia Broggia v klášterním kostele v Oseku i jinde.

## Rodina a žáci
- Roku 1725 se Jan Vilém Hennevogel oženil. Od roku 1744 bydlel v Litoměřicích.
- Jeho syn Jan Ignác Hennevogel von Ebenburg (1727-1790)[5] začal s otcem spolupracovat asi od poloviny 40. let, vyučil se všem technikám dekorace, jak ve štuku, tak na dřevě. Jeho hlavním dílem bylo mramorování oltářů, pilastrů a soch kostela sv. Mikuláše na Malé Straně v Praze. Dochovaly se také dvě jeho signované desky konzolového stolku s iluzivní malbou karet provedenou v technice scagliola, a to ve sbírce Uměleckoprůmyslového muzea v Praze, a druhá ve sbírce zámku Veltrusy. V roce 1780 jej císař Josef II. za zásluhy povýšil do šlechtického stavu s přídomkem von Ebenburg[6]
- Martin Hennevogel byl bratr Jana Viléma, také mramorář a štafír, jeho spolupracovník. V písemných pramenech oba bratry většinou nelze odlišit.

- Žák jana Viléma Johann Ignác König vymaloval (štafíroval) architekturu hlavního oltáře proboštského kostela Narození Panny Marie v Roudnici nad Labem.[7]

### Související hesla
- Scagliola

### Prameny
- SOA Litoměřice, fond Řc (Řád cisterciáci) Osek, inv.č.102,105, 127, 3350-3355 (Anály).